# 明神村 (和歌山県)
明神村（みょうじんむら）は、和歌山県東牟婁郡にあった村。現在の古座川町の南部、古座川の下流域にあたる。

## 地理
- 山岳：十万岳、六郎山、嶽ノ森山、黒山
- 河川：古座川、小川、鶴川、立合川

## 歴史
- 1889年（明治22年）4月1日 - 町村制の施行により、高瀬村・川口村・下中村・潤野村・大柳村・一雨村・鶴川村・立合村・相瀬村・立合川村・峰村・中崎村・直見村の区域をもって発足。
- 1943年（昭和18年）3月 - 山火事が延焼して村役場が焼失[1]。
- 1956年（昭和31年）3月31日 - 高池町・小川村・三尾川村・七川村と合併して古座川町が発足。同日明神村廃止。